# Madame Tussauds

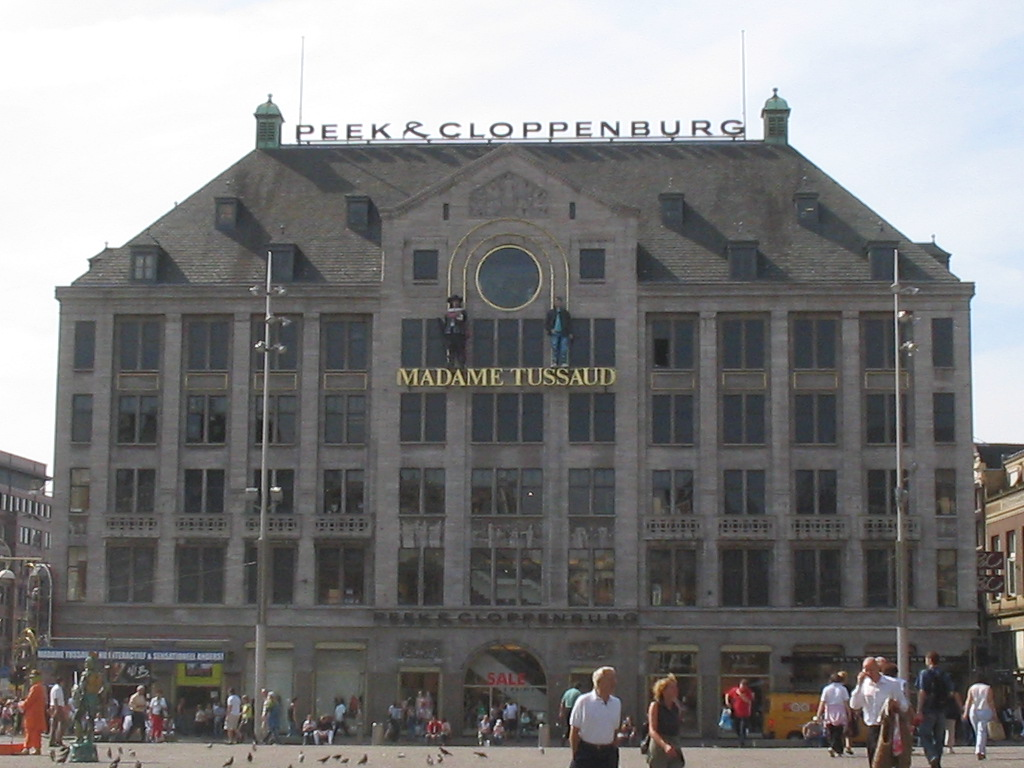
Madame Tussauds Amsterdam

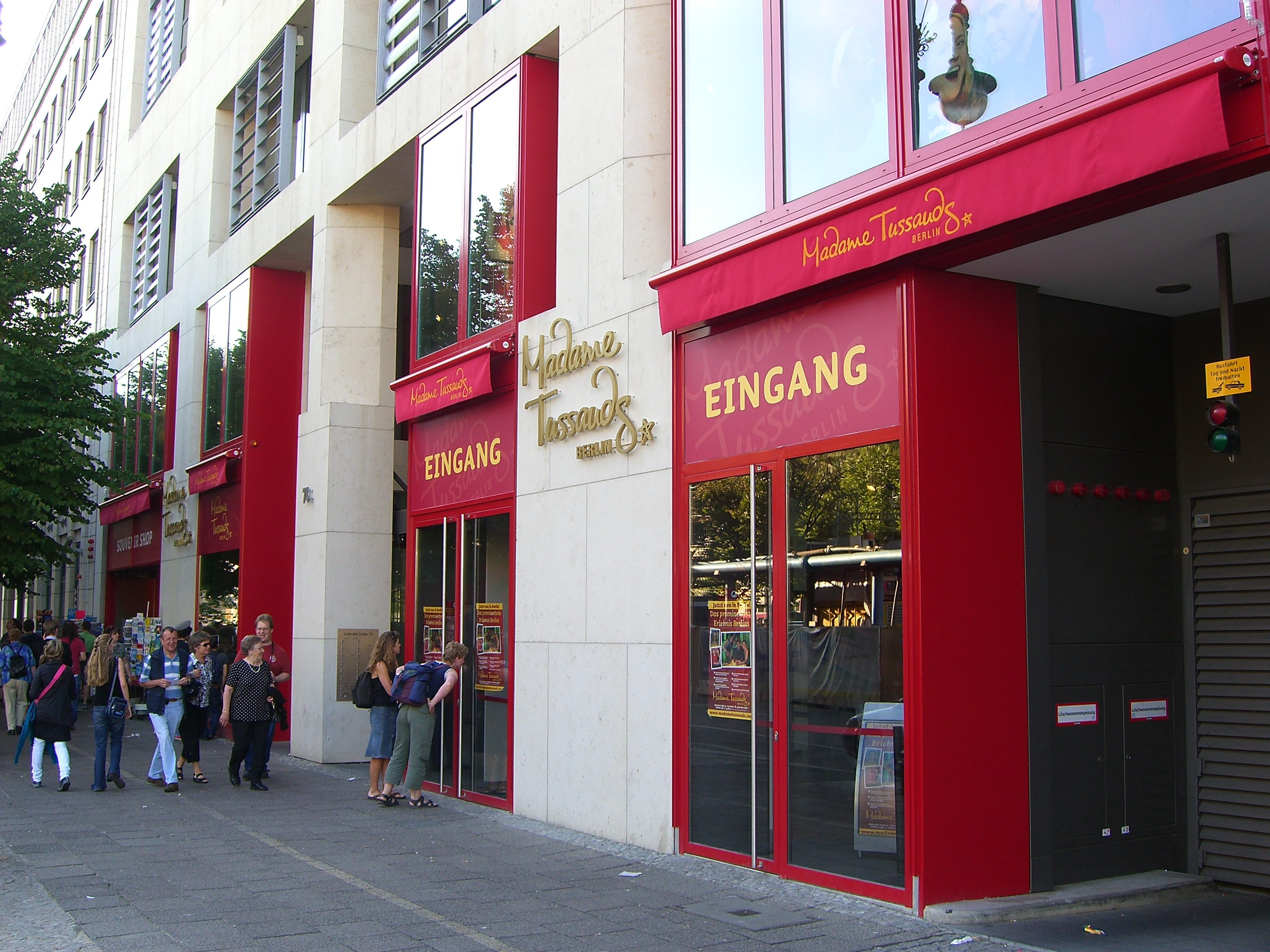
Entree van de locatie in Berlijn

Madame Tussauds in Hollywood

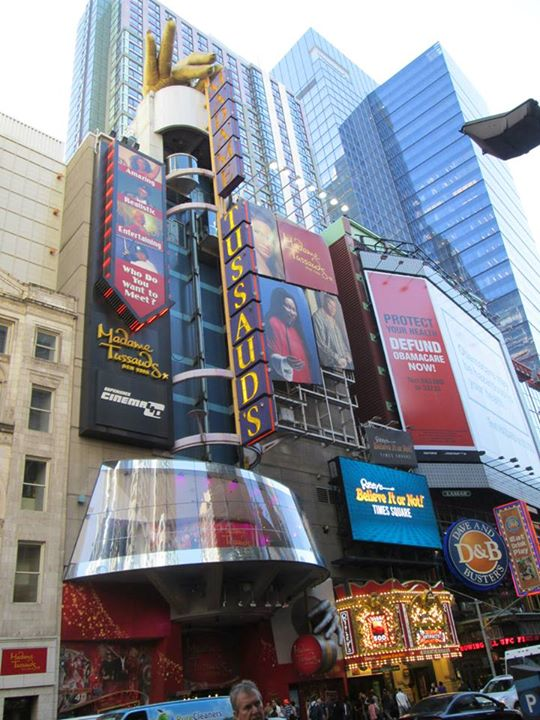
Entree van de locatie in New York

Madame Tussauds is de naam van verscheidene wassenbeeldenmusea over de gehele wereld. In de musea vindt men replica's in was op ware grootte van bekende en beroemde personen. Al deze musea behoren na een overname in mei 2007 van de Tussauds-groep tot de Merlin Entertainments Group (bezit ook o.a. Legoland, Sea Life en The Dungeons), dat sinds mei 2005 in handen is van de Amerikaanse investeerder Blackstone.
Er zijn 25 vestigingen; in Europa op de volgende plaatsen (2023): Londen, Amsterdam, Berlijn, Blackpool, Boedapest (franchise), Istanboel, Praag en Wenen. Daarnaast is er 1 museum in Australië (Sydney), 7 in de Verenigde Staten, 5 in China, en telkens één in New Delhi, Hongkong, Bangkok, Tokyo, Dubai en Singapore.

## Geschiedenis
Marie Tussaud, geboren als Marie Grosholtz in Straatsburg in 1761, was de dochter van de huishoudster van Dr. Philippe Curtius, een arts in Bern. Dr. Curtius modelleerde voor anatomische lessen menselijke organen. In 1765 verhuisde hij naar Parijs, waar hij een wassenbeeldenkabinet opzette. Twee jaar later liet hij Marie en haar moeder overkomen. Marie leerde het vak van Dr. Curtius, die zij "oom" noemde, en op haar zeventiende maakte zij haar eerste wassen beeld, van Jean-Jacques Rousseau.
Tijdens de Franse Revolutie van 1789 kreeg Marie Tussaud de opdracht om de gezichten van beroemde slachtoffers van de guillotine in was te vereeuwigen, om ze in het Revolutiemuseum tentoon te stellen. Na het overlijden van Curtius in 1794 erfde Marie Tussaud zijn collectie.
In 1802 vertrok Marie Tussaud naar Londen met haar vierjarige zoon Joseph. Toen vervolgens de Frans-Engelse oorlog uitbrak kon ze niet terug naar Frankrijk. Ze reisde met haar collectie door Groot-Brittannië en Ierland. Na de oorlog kwam ook haar tweede zoon naar Engeland.
In 1835 opende Madame Tussaud haar eerste museum in Baker Street in Londen. Samen met haar twee zoons zette ze het museum voort tot aan haar dood in 1850. In 1884 verplaatste haar kleinzoon Joseph Randall de collectie naar de huidige plaats op Marylebone Road. Sinds 1971 zijn ook buiten Engeland nieuwe vestigingen van Madame Tussauds geopend. Het eerste museum in de reeks was het museum in Amsterdam.
Marie Tussaud maakte haar eerste beelden van Jean-Jacques Rousseau (in 1778), Voltaire en Benjamin Franklin. Daarna werden in de Tussauds Studios in Londen ook van vele andere persoonlijkheden wassen beelden gemaakt.